# Rhys Fychan († 1271)
Rhys Fychan († 17. August 1271), eigentlich Rhys ap Rhys Mechyll, war ein walisischer Lord von Deheubarth.
Rhys Fychan entstammte der Dinefwr-Dynastie. Er war ein Sohn von Rhys Mechyll und dessen ersten Frau, eine Miss Croft von Croft Castle in Herefordshire. Er wurde nach dem Tod seines Vaters 1244 Lord von Dinefwr. Seine Stiefmutter Matilde de Braose, eine Tochter von Reginald de Braose, war jedoch so mit ihm verfeindet, dass sie das zum Erbe seines Vaters gehörende Carreg Cennen Castle an die anglonormannischen Marcher Lords übergab. Rhys Fychan unterstützte erst Dafydd ap Llywelyn von Gwynedd in dessen Krieg gegen den englischen König Heinrich III., doch nach dem Tod Dafydds huldigte Rhys im August 1246 dem König. 1247 unterwarf er sich dem königlichen Gericht von Carmarthen. 1248 konnte er Carreg Cennen Castle zurück erwerben. 1251 verbündete er sich jedoch mit Llywelyn ap Gruffydd, dem neuen Fürsten von Gwynned. Um diese Zeit begann er einen langjährigen Grenzkonflikt mit William de Braose, dem Lord des südlich gelegenen Gower, das er mehrfach überfiel. Er war jedoch auch mit seinem Onkel Maredudd ap Rhys von Dryslwyn Castle so verfeindet, dass er sich 1256 mit dem königlichen Constable von Carmarthen Castle verbündete und seinen Onkel aus dessen Ländereien vertrieb. Maredudd ap Rhys wandte sich nun an Llywelyn ap Gruffydd, der inzwischen alleiniger Herrscher von Gwynedd geworden war. Mit dessen Hilfe konnte er seine Ländereien zurück und Rhys Fychans Ländereien dazu erobern. Rhys Fychan wandte sich nun an die Engländer, und im Juni 1257 diente er als Führer für eine englische Armee, die unter dem Kommando von Stephen Bauzan in das Tal des Tywi einfiel. Angesichts einer starken walisischen Armee, die die englischen Truppen aus Hinterhalten angriff, wechselte Rhys Fychan die Seiten und suchte in Dinefwr Castle, dessen Besatzung ihm die Tore öffnete, Zuflucht. Die nun führerlose englische Armee erlitt auf dem Rückzug nach Carmarthen in der Schlacht von Cymerau eine vernichtende Niederlage. In der Folge war Rhys ein treuer Verbündeter von Llywelyn ap Gruffydd, der ihm Dinefwr Castle und seine Besitzungen zurückgab. Als Reaktion darauf wurde sein Onkel Maredudd fortan zu einem Verbündeten der Engländer.  
Rhys Fychan hinterließ mehrere Söhne: 
- Rhys Wyndod
- Gruffudd
- Llywelyn
- Hywel

Sein Erbe und Nachfolger wurde sein Sohn Rhys Wyndod.